# Jeju-do
 Der er for få eller ingen kildehenvisninger i denne artikel, hvilket er et problem. Du kan hjælpe ved at angive troværdige kilder til de påstande, som fremføres i artiklen.

Jeju-do (eller Cheju-do; koreansk: 제주도) er en region i Sydkorea og samtidig en ø med samme navn, beliggende i Koreastrædet sydvest for den koreanske halvø. Øen har ca. 560.000 indbyggere. Regionens hovedstad er Jeju-by (제주시). Øens klima er subtropisk og er derfor et populært mål for turister, især unge ægtepar.
Navnet betyder Jeju provins, eller Jeju ø. Øen var tidligere kendt i Europa som Quelpart. I guidebøger omtales den ofte som "Sydkoreas Hawaii".
Jeju er en vulkanisk ø, domineret af Halla-san, Sydkoreas højeste bjerg med en højde på 1.950 m.
Provinsen er delt i to kommuner, Jeju-by og Seogwipo siden 2006. Før denne tid var der også to amter, men efter administrationsreformen er der kun to kommuner. Provinsen har delvis selvstyre.

## Geografi
Jeju er en vulkansk ø domineret af vulkanen Hallabjerget, 1.950 moh og Sydkoreas højeste bjerg.
Øen blev skabt som en følge af vulkanske udbrud for omkring 2 millioner år siden mellem tertiær og begyndelsen af kvartær-perioden. Øen består derfor stort set kun af basalt og lava. Den ligger i et subtropisk klima og har en højere temperatur end resten af landet, og har fire tydelige årstider. Sommeren kan være fugtig, mens vinteren er tør.

### Biosfærereservat
Et område på  3,871,94  km² blev i 2002 udpeget til biosfærereservat under UNESCOs Menneske og biosfære-programmet.

## Historie
Ifølge myten (Samseonghyeol) var Jeju ikke befolket førend tre mænd dukkede op fra bakken ved Moheunghyeol, nu beliggende ved Hallabjergets nordlige fod.
Jeju var et uafhængigt land ved navn Tamna, indtil det blev en selvstyrende del af Silla i 662.  I 938, efter Sillas fald, blev Tamna en del af Goryeo. I 1105 mistede Tamna sit selvstyre og blev en provins under Goryeo. Kong Uijong af Goryeo ændredes øens navn fra Tamna til Jeju.
I 1271 blev Jeju base for Sambyeolcho-oprøret mod Mongolriget. Efter, at Sambyeolcho var blevet slået i 1273, satte mongolerne Jeju under direkte styre og det blev først en del af Goryeo i 1367.
Jeju blev koloniseret af Japan i 1910 i lighed med resten av Korea. Efter den japanske kapitulation efter 2. verdenskrig i 1945 blev Jeju en del af Sydkorea. Jeju var en del af provinsen Syd-Jeolla frem til 1946, da øen ble udskilt som en egen provins.
I en serie af hændelser i perioden 1948 til 1954, kendt som Jeju-oprøret, blev titusinder af mennesker dræbt. Årsagen til drabene er uafklaret den dag i dag.
Historisk har befolkningen på Jeju vært genstand for diskriminering på grund af øens geografiske beliggenhed og isolation. Øens historie er stort set skrevet på Fastlands-Korea. Et forsøg på at forøge internationalt fokus på øen blev gjort, da byen Seogwipo blev en af værtsbyerne for VM i fodbold 2002. VM i taekwondo blev også arrangeret her i 2001.(tyrkisk)
1. juli 2006 blev Jeju givet status som en speciel selvstyrende provins, en særstatus ingen andre provinser i Sydkorea har.

## Samfund og kultur
Øens isolation har medført, at indbyggerne har udviklet en egen kultur, som adskiller sig fra Fastlands-Koreas. Jeju er hjemsted for tusindvis af legender. Den måske mest specielle kulturgenstand er dol hareubang ("stenbedstefar"), udhugget i en lavasten.
Jeju er også kendt for sin matriarkalske familiestruktur, særlig i områderne Udo og Mara. Det bedst kendte eksempel er haenyeo ("havkvinde"), som som oftest er familiens overhoved. De tjener til livets ophold som fridykkere året rundt for at samle snegle, konkylier og andre sødyr.

## Økonomi
Jeju Islands største industri er turisme, og fremstillingsindustrien er lille.
Efterspørgslen efter energi er betydelig større end produktionen, og energi må importeres fra fastlandet, især via el-kablet HVDC Haenam-Cheju. Energiforsyningen bliver overvåget som på fastlandet af Korea Electric Power Corporation (KEPCO).

## Turisme
Turisme spiller en vigtig rolle i øens økonomi. Klimaet tiltrækker turister både fra Sydkorea, Japan, Kina og det øvrige Asien. Særligt populære turistattraktioner er Cheonjeyeon- og Cheonjiyeon-vandfaldet, Hallabjerget, Hyeobje-hulen og øen Hyeongje samt verdens største botaniske have, Bunjae Artpia. Endvidere forekommer en lang række fritidsaktiviteter som golf, ridning, jagt, fiskeri og bjergklatring. En del af aktiviteterne er knyttede til bestemte årstider, således isbadning om vinteren, festival for kirsebærtræets blomstring om foråret, strandfestival om sommeren og hestefestival om efteråret.
De fleste turister kommer til øen via Jeju internationale lufthavn.

## Administrativ inddeling
Til og med 2005 var provinsen Jeju inddelt i to byer (Si) – Jeju by og Seogwipo – og to kommuner (Gun) – Bukjeju (Nord-Jeju) og Namjeju (Syd-Jeju). De to byer blev underinddelte i 31 områder (Dong), mens kommunerne blev underinddelte i syv landsbyer (Eup) og fem distrikter (Myeon). De syv byer og fem distrikter blev igen underinddelte i 551 landsbyer (Ri).
I 2005 bestemte Jejus befolkning efter en folkeafstemning at sammenlægge Bukjeju med Jeju by og Namjeju med Seogwipo, med effekt fra 1. januar 2006. Samtidig fik provinsen forøget selvstyre. Dette er en del af planen for at etablere Jeju Free International City.

### Byer
- Jeju by
- Seogwipo

## Symboler
- Provinsblomst: Rhododendron (Rhododendron Weyrichii / Max (Chamkkot))
- Provinstre: Camphor Laurel (Cinnamomum camphora / Noknamu)
- Provinsfugl: Flagspætte (Dendrocopos leucotos quelpartensis)